# アニメ化されたことがあるコンピュータゲーム一覧
アニメ化されたことがあるコンピュータゲーム一覧（アニメかされたことがあるコンピュータゲームいちらん）は、テレビアニメまたはOVA・アニメ映画化されたコンピュータゲームの作品名の一覧である。アダルトゲームも含む。将来アニメ化が予定されているタイトルも便宜的に記載する。
以下、原作となったゲームのタイトルを五十音順に並べている。

## あ行
- アークザラッドII（ソニー・インタラクティブエンタテインメント）
- アークナイツ（Hypergryph/Yostar）
  - アークナイツ【黎明前奏/PRELUDE TO DAWN】 - アークナイツ【冬隠帰路/PERISH IN FROST】 - アークナイツ【焔燼曙明/RISE FROM EMBER】
- アイドリッシュセブン（バンダイナムコオンライン）
- ISLAND（フロントウイング）
- 蒼き雷霆 ガンヴォルト（インティ・クリエイツ）
- アイカツ!（バンダイ）
  - アイカツ! (アニメ)
  - アイカツスターズ!
  - アイカツフレンズ!
  - アイカツオンパレード!
  - アイカツプラネット!
- アイ★チュウ（リベル・エンタテインメント）
- アイドル事変（5pb.）
- アイドルマスターシリーズ（バンダイナムコエンターテインメント）
  - アイドルマスター XENOGLOSSIA
  - THE IDOLM@STER (アニメ)
  - ぷちます! -PETIT IDOLM@STER-
  - アイドルマスター シンデレラガールズ
    - アイドルマスター シンデレラガールズ (アニメ) - アイドルマスター シンデレラガールズ U149
    - シンデレラガールズ劇場

  - アイドルマスター SideM
  - アイドルマスター ミリオンライブ!
  - アイドルマスター シャイニーカラーズ
- 蒼い海のトリスティア（工画堂スタジオ）
- 青鬼（noprops）
  - あおおに〜じ・あにめぇしょん〜
- AKIBA'S TRIP（アクワイア）
  - AKIBA'S TRIP -THE ANIMATION-
- 悪魔城ドラキュラ（コナミデジタルエンタテインメント）
  - 悪魔城ドラキュラ -キャッスルヴァニア- - 悪魔城ドラキュラ -キャッスルヴァニア-: 月夜のノクターン
- アズールレーン（マンジュウ、ヨンシー / Yostar）
  - アズールレーン びそくぜんしんっ!
- アトリエシリーズ（ガスト/コーエーテクモゲームス）
  - エスカ&ロジーのアトリエ 〜黄昏の空の錬金術士〜
  - ライザのアトリエ 〜常闇の女王と秘密の隠れ家〜
- ATRI -My Dear Moments-（フロントウイング、枕/アニプレックス）
- After...（Ciel）
- アマガミ（エンターブレイン）
- アラド戦記（ネクソン）
  - アラド戦記 〜スラップアップパーティー〜
- アリス・ギア・アイギス（ピラミッド/コロプラ）
  - アリス・ギア・アイギス Expansion
- アルカナ・ファミリア -La storia della Arcana Famiglia-（COMFORT）
- アルトネリコ 世界の終わりで詩い続ける少女（ガスト）
- あんさんぶるスターズ!（Happy Elements）
- アンジェリークシリーズ（コーエー）
  - 恋する天使アンジェリーク
  - ネオ アンジェリーク
- ANGELIUM -ときめきLOVE GOD-（Terios）
- _summer（HOOK）
- イースシリーズ（日本ファルコム）
  - イースI
  - イースII
- イクシオンサーガ（カプコン）
  - イクシオンサーガDT
- イケメン戦国◆時をかける恋（サイバード）
  - イケメン戦国◆時をかけるが恋は始まらない
- IZUMO（Studio e.go!）
  - IZUMO -猛き剣の閃記-
- イナズマイレブン（レベルファイブ）
  - イナズマイレブン (アニメ)
  - イナズマイレブンGO
  - イナズマイレブンGO クロノ・ストーン
  - イナズマイレブンGO ギャラクシー
  - イナズマイレブン アレスの天秤
  - イナズマイレブン オリオンの刻印
- Ingress（ナイアンティック）
  - INGRESS THE ANIMATION
- インタールード（NECインターチャネル）
- VIRUS（ハドソン）
- ヴァリアブル・ジオ（戯画）
  - V.G.NEO
- ヴァンパイア（カプコン）
  - The Animated Series ヴァンパイア ハンター
- Wind -a breath of heart-（minori）
- 失われた未来を求めて（TRUMPLE)
- うたの☆プリンスさまっ♪（ブロッコリー）
- うたわれるもの（Leaf）
  - うたわれるもの 偽りの仮面
  - うたわれるもの 二人の白皇
- ウマ娘 プリティーダービー（Cygames）
- 英雄伝説 軌跡シリーズ (日本ファルコム)
  - 英雄伝説 空の軌跡 THE ANIMATION
  - 英雄伝説 閃の軌跡 - The Legend of Heroes 閃の軌跡 Northern War
- AIR（Key）
- 永遠のアセリア（ザウス）
  - 永遠のアセリア 『求め』の声
  - 永遠のアセリア 動き出した運命
- A3!（リベル・エンタテインメント）
- 【18】キミト ツナガル パズル（モブキャスト）
  - 18if
- ef - a fairy tale of the two.（minori）
  - ef - a tale of memories.
  - ef - a tale of melodies.
- F-ZEROシリーズ（任天堂）
  - F-ZERO ファルコン伝説
- おおかみかくし（コナミデジタルエンタテインメント）
- 処女はお姉さまに恋してる（キャラメルBOX）
  - 乙女はお姉さまに恋してる
- 鬼斬（サイバーステップ）
- ONIシリーズ（パンドラボックス・ウィンキーソフト/バンプレスト）
  - 闘魔鬼神伝ONI
- 鬼武者（カプコン）
- オルタンシア・サーガ -蒼の騎士団-（セガゲームス）
  - オルタンシア・サーガ
- 俺たちに翼はない（Navel）

## か行
- ガールフレンド（仮）（Ameba）
- ガイストクラッシャー（カプコン）
- 顔のない月（ROOT）
- 科学アドベンチャーシリーズ（5pb.）
  - CHAOS;HEAD
  - STEINS;GATE
  - ROBOTICS;NOTES
  - CHAOS;CHILD
- 下級生（エルフ）
  - 下級生2（エルフ）
- 学園ヘヴン BOY'S LOVE SCRAMBLE!（Spray）
- 格闘料理伝説ビストロレシピ（バンプレスト）
- Cuphead（StudioMDHR）
  - ザ・カップヘッド・ショウ!
- 彼女×彼女×彼女 〜三姉妹とのドキドキ共同生活〜（ωstar）
- Kanon（Key）
- 神々の悪戯（ブロッコリー）
- Caligula -カリギュラ-（フリュー）
- Garena Free Fire（111dots Studio／Garena）
- 餓狼伝説（SNK）
  - 餓狼伝説 -THE MOTION PICTURE-
  - バトルファイターズ 餓狼伝説
- 河原崎家の一族（シルキーズ）
  - 河原崎家の一族2（エルフ）
- ガングレイヴ（レッド・エンタテインメント）
- ガンスリンガー ストラトス（スクウェア・エニックス）
- 艦隊これくしょん -艦これ-（角川ゲームス/DMM GAMES）
  - 艦隊これくしょん -艦これ- (アニメ)
  - 「艦これ」いつかあの海で
- ガンパレード・オーケストラ（ソニー・インタラクティブエンタテインメント）
  - ガンパレード・オーケストラ (アニメ)
- 高機動幻想ガンパレード・マーチ（ソニー・インタラクティブエンタテインメント）
  - ガンパレード・マーチ 〜新たなる行軍歌〜
- がんばれゴエモン（コナミデジタルエンタテインメント）
  - アニメがんばれゴエモン
- 機甲兵団 J-PHOENIX（タカラトミー）
- 北へ。（ハドソン）
  - 北へ。〜Pure Session〜
  - 北へ。〜Diamond Dust Drops〜
- 機動新撰組 萌えよ剣（エンターブレイン）
- Gift 〜ギフト〜（MOONSTONE）
- 君が主で執事が俺で（みなとそふと）
- 君が望む永遠（âge）
  - アカネマニアックス
  - あゆまゆ劇場
- キミキス（エンターブレイン）
- 逆転裁判（カプコン）
  - 逆転裁判 〜その「真実」、異議あり!〜
- ギャラクシーエンジェル（ブロッコリー）
  - ギャラクシーエンジェル (アニメ)
- Canvas2 〜虹色のスケッチ〜（F&C）
- CUE!（リベル・エンタテインメント）
- GUILTY GEAR -STRIVE-（アークシステムワークス）
  - GUILTY GEAR STRIVE: DUAL RULERS
- 金色のコルダ（コーエーテクモゲームス）
- 銀河お嬢様伝説ユナ (ハドソン)
- キングスレイド（VESPA）
  - キングスレイド 意志を継ぐものたち
- クイズマジックアカデミー（コナミデジタルエンタテインメント）
- グノーシア（プチデポット）
- CLANNAD（Key）
- グリーングリーン（フロントウイング）
- グランブルーファンタジー（Cygames）
  - GRANBLUE FANTASY The Animation
  - ぐらぶるっ!
- グリザイアシリーズ（フロントウイング）
  - グリザイアの果実
  - グリザイア:ファントムトリガー
- グリムノーツ（元気 / スクウェア・エニックス）
- クロノ・トリガー（スクウェア・エニックス）
  - 時空冒険 ぬうまもんじゃ〜
- ケロケロキング（メディアファクトリー、バンダイ）
- 喧嘩番長シリーズ（スパイク・チュンソフト）
  - 喧嘩番長 乙女 -Girl Beats Boys-
- 幻想水滸伝II（コナミデジタルエンタテインメント）
- 幻夢館 〜愛欲と凌辱の淫罪〜（aias）
  - 真章 幻夢館（Ciel）
- 絢爛舞踏祭（ソニー・インタラクティブエンタテインメント）
  - 絢爛舞踏祭 ザ・マーズ・デイブレイク
- Ghost of Tsushima（サッカーパンチプロダクションズ/ソニー・インタラクティブエンタテインメント）
- コープスパーティー（チームグリグリ）
  - コープスパーティー Missing Footage
  - コープスパーティー Tortured Souls -暴虐された魂の呪叫-
- 恋と選挙とチョコレート（sprite）
- 恋姫†無双 〜ドキッ☆乙女だらけの三国志演義〜（BaseSon）
- 甲虫王者ムシキング（セガ）
- 古代王者恐竜キング（セガ）
  - 古代王者 恐竜キング Dキッズ・アドベンチャー
- ゴッドイーター（バンダイナムコエンターテインメント）
- この青空に約束を―（戯画）
- この世の果てで恋を唄う少女YU-NO（エルフ）
- こみっくパーティー（Leaf）
- CONCEPTION 俺の子供を産んでくれ!（スパイク・チュンソフト）
  - CONCEPTION
- ＃コンパス 戦闘摂理解析システム（ドワンゴ/NHN PlayArt）
  - ＃コンパス2.0 戦闘摂理解析システム

## さ行
- CIRCLET PRINCESS（DMM.com）
- サイキックフォース（タイトー）
- 最響カミズモード!（バンダイナムコエンターテインメント）
- 最終試験くじら（CIRCUS）
- サイバーパンク2077（CD Projekt RED）
  - サイバーパンク エッジランナーズ
- ザ・キング・オブ・ファイターズ（SNK）
  - The King of Fighters: Another Day
- サクラ大戦シリーズ（セガゲームス）
  - サクラ大戦 桜華絢爛
  - サクラ大戦 轟華絢爛
  - サクラ大戦TV
  - サクラ大戦 活動写真
  - サクラ大戦 神崎すみれ 引退記念 す・み・れ
  - サクラ大戦 エコール・ド・巴里
  - サクラ大戦 ル・ヌーヴォー・巴里
  - 新サクラ大戦 the Animation
- 殺戮の天使（星屑KRNKRN）
- ザナドゥ（日本ファルコム）
- Summer Pockets（Key）
- サムライスピリッツ（SNK）
  - SAMURAI SPIRITS 〜破天降魔の章〜
  - SAMURAI SPIRITS 2 〜アスラ斬魔伝〜
- 沙羅曼蛇（コナミデジタルエンタテインメント）
- サルゲッチュ（ソニー・インタラクティブエンタテインメント）
  - サルゲッチュ (アニメ)
- 斬魔大聖デモンベイン（ニトロプラス）
  - 機神咆吼デモンベイン (アニメ)
- シェンムー（Ys Net）
  - Shenmue the Animation
- 実況パワフルプロ野球（コナミデジタルエンタテインメント）
  - パワフルプロ野球パワフル高校編
- シャイニングシリーズ（セガ）
  - シャイニング・ウィンド
  - シャイニング・ティアーズ・クロス・ウィンド
  - シャイニング・ハーツ 幸せのパン
- 社長、バトルの時間です!（KADOKAWA/でらゲー/プリアップパートナーズ）
- SHUFFLE!（Navel）
  - SHUFFLE! (アニメ)
- Shadowverse（Cygames）
  - シャドウバース - シャドウバースF
- ジャングルウォーズ（ポニーキャニオン）
- 雀魂（キャットフードスタジオ/Yostar）
- 祝福のカンパネラ（ういんどみるOasis）
- SHOW BY ROCK!!（ギークス）
- 消滅都市（Wright Flyer Studios）
- 女系家族 〜淫謀〜（シルキーズ）
- 白猫プロジェクト（コロプラ）
  - 白猫プロジェクト ZERO CHRONICLE
- 神曲奏界ポリフォニカ（ocelot）
- 神撃のバハムート（Cygames）
  - 神撃のバハムート GENESIS - 神撃のバハムート VIRGIN SOUL
  - マナリアフレンズ
- 真・女神転生（アトラス）
- 真・女神転生デビルチルドレン（アトラス）
- スーパードンキーコング（任天堂）
  - ドンキーコング (アニメ)
- スーパーマリオブラザーズ（任天堂）
  - スーパーマリオブラザーズ ピーチ姫救出大作戦!
- スーパーロボット大戦シリーズ（バンダイナムコエンターテインメント）
  - スーパーロボット大戦ORIGINAL GENERATION THE ANIMATION
  - スーパーロボット大戦OG -ディバイン・ウォーズ-
  - スーパーロボット大戦OG -ジ・インスペクター-
  - 魔装機神サイバスター
- SCARLET NEXUS（バンダイナムコエンターテインメント）
- スカーレッドライダーゼクス（レッド・エンタテインメント）
- 好きなものは好きだからしょうがない!!（プラチナれーべる）
- School Days（オーバーフロー）
- スクールガールストライカーズ（スクウェア・エニックス）
  - スクールガールストライカーズ Animation Channel
- スターオーシャン セカンドストーリー（トライエース/エニックス）
  - スターオーシャンEX
- スターリーガールズ（角川ゲームス/アエリアゲームズ）
- ストリートファイターシリーズ（カプコン）
  - ストリートファイターII MOVIE
  - ストリートファイターII V
  - ストリートファイターZERO
- スナックワールド（レベルファイブ）
- すばらしきこのせかい（スクウェア・エニックス）
- スペランカー（Tozai Games）
  - スペランカー先生
- 聖剣伝説 LEGEND OF MANA（スクウェア・エニックス）
  - 聖剣伝説 Legend of Mana -The Teardrop Crystal-
- 聖少女戦隊レイカーズ（アップルパイ）
- 聖戦ケルベロス（GREE）
  - 聖戦ケルベロス 竜刻のファタリテ
- 絶対防衛レヴィアタン（GREE）
- ゼノサーガシリーズ（ナムコ）
  - ゼノサーガ THE ANIMATION
- SeptemCharm まじかるカナン（Terios）
- セブンナイツ（ネットマーブルジャパン）
  - セブンナイツ レボリューション -英雄の継承者-
- 戦国コレクション（コナミ）
- 戦国BASARA（カプコン）
  - 戦国BASARA弐
  - 戦国BASARA Judge End
  - 劇場版 戦国BASARA -The Last Party-
  - 学園BASARA
- 千銃士（マーベラス）
- 戦場のヴァルキュリア（セガ）
  - 戦場のヴァルキュリア3 誰がための銃瘡
- センチメンタルグラフティ（NECインターチャネル）
  - センチメンタルジャーニー
- 閃乱カグラシリーズ（マーベラス）
  - 閃乱カグラ
  - 閃乱カグラ SHINOVI MASTER -東京妖魔篇-
- Soul Link（Navel）
- ZONE OF THE ENDERS（コナミデジタルエンタテインメント）
  - Z.O.E Dolores, i
- ソニック・ザ・ヘッジホッグ（セガ）
  - ソニックX
- ソラとウミのアイダ（フォワードワークス）
- そらのいろ、みずのいろ（Ciel）

## た行
- 大正メビウスライン（LoveDelivery）
  - 大正メビウスライン ちっちゃいさん
- 大図書館の羊飼い (オーガスト)
- DYNAMIC CHORD（アリスマティック）
- D.C. 〜ダ・カーポ〜 (CIRCUS)
  - D.C. 〜ダ・カーポ〜 (アニメ)
  - D.C.S.S. 〜ダ・カーポ セカンドシーズン～
  - D.C.if 〜ダ・カーポ イフ〜
  - D.C.II 〜ダ・カーポII〜
  - D.C.II S.S. 〜ダ・カーポII セカンドシーズン〜
  - D.C.III 〜ダ・カーポIII〜
  - T.P.さくら 〜タイムパラディンさくら〜
- 高橋名人の冒険島（ハドソン）
  - Bugってハニー
- 誰ソ彼ホテル（SEEC）
- W〜ウィッシュ〜（プリンセスソフト）
- タユタマ -Kiss on my Deity- (Lump of Sugar)
- ダンガンロンパシリーズ（スパイク・チュンソフト）
  - ダンガンロンパ 希望の学園と絶望の高校生 The Animation
  - ダンガンロンパ3 -The End of 希望ヶ峰学園-
- 探検ドリランド (GREE)
  - 探検ドリランド (アニメ第1作)
  - 探検ドリランド -1000年の真宝-
- 耽美夢想マイネリーベ（コナミ）
  - 吟遊黙示録マイネリーベ
  - 吟遊黙示録マイネリーベwieder
- ダンボール戦機（レベルファイブ）
  - ダンボール戦機W - ダンボール戦機WARS
  - 装甲娘戦機
- チェインクロニクル（セガゲームス）
  - チェインクロニクル 〜ヘクセイタスの閃〜
- 超昂天使エスカレイヤー（アリスソフト）
- 超次元ゲイム ネプテューヌ（コンパイルハート）
- 超人学園ゴウカイザー（テクノスジャパン）
- 超速変形ジャイロゼッター（スクウェア・エニックス）
- ツインビー（コナミ）
- 月は東に日は西に 〜Operation Sanctuary〜（オーガスト）
- 月姫 (TYPE-MOON)
  - 真月譚 月姫
- つよきす（きゃんでぃそふと）
- Dies irae -Also sprach Zarathustra-（light）
  - Dies irae
- ディズニー ツイステッドワンダーランド（f4samurai / アニプレックス）
  - ディズニー ツイステッドワンダーランド ザ アニメーション
- ディバインゲート（ガンホー・オンライン・エンターテイメント）
- DAME×PRINCE（NHN PlayArt）
  - ダメプリ ANIME CARAVAN
- テイルズ オブ シリーズ（バンダイナムコエンターテインメント）
  - テイルズ オブ ヴェスペリア
  - テイルズ オブ エターニア THE ANIMATION
  - テイルズ オブ ジ アビス
  - テイルズ オブ シンフォニア
  - テイルズ オブ ゼスティリア ザ クロス
  - テイルズ オブ ファンタジア
- デジタルモンスター（バンダイ）
  - デジモンアドベンチャー - デジモンアドベンチャー02 - デジモンアドベンチャー tri.
    - デジモンアドベンチャー:

  - デジモンテイマーズ
  - デジモンフロンティア
  - デジモンセイバーズ
  - デジモンクロスウォーズ
  - デジモンユニバース アプリモンスターズ
  - デジモンゴーストゲーム
- 鉄拳シリーズ（ナムコ）
  - 鉄拳 ブラッド・ベンジェンス
- デビルサバイバー2（アトラス）
- デビルメイクライシリーズ（カプコン）
  - Devil May Cry（2007年版）
  - Devil May Cry（2025年版）
- 天外魔境（ハドソン）
- 桃華月憚 (ROOT)
- 天穂のサクナヒメ（えーでるわいす / マーベラス）
- Tokyo 7th シスターズ（Donuts）
  - Tokyo 7th シスターズ -僕らは青空になる-
- 東京魔人學園剣風帖（シャウトデザインワークス）
- 刀剣乱舞（DMM GAMES / ニトロプラス）
  - 刀剣乱舞-花丸-
  - 活撃 刀剣乱舞
- 闘神伝（タカラトミー / タムソフト）
- To Heart (Leaf)
  - ToHeart2（アクアプラス）
- どうぶつの森シリーズ（任天堂）
  - 劇場版 どうぶつの森
- ドールズフロントライン（サンボーン）
  - どるふろ -癒し篇-
  - どるふろ -狂乱篇-
- true tears (La'cryma)
- True Love Story -Summer Days, and yet...（エンターブレイン）
- ときめきメモリアル（コナミデジタルエンタテインメント）
  - ときめきメモリアル Only Love
- とらいあんぐるハート2 さざなみ女子寮（ivory、JANIS）
- ドラゴンクエストシリーズ（エニックス）
  - ドラゴンクエスト（アベル伝説）
  - ドラゴンクエスト ユア・ストーリー
- ドラゴンコレクション（コナミデジタルエンタテインメント）
  - ドラゴンコレクション×オレカバトル
- ドラゴンスレイヤー英雄伝説（日本ファルコム）
- DRAMAtical Murder (Nitro+CHiRAL)
- ドルアーガの塔（ナムコ）
  - ドルアーガの塔 (テレビアニメ)

## な行
- Night Walker -真夜中の探偵-（TOMBOY）
- 9-nine-シリーズ（ぱれっと）
  - 9-nine- Ruler’s Crown
- ななついろ★ドロップス（ユニゾンシフト：ブロッサム）
- なむあみだ仏っ!-蓮台 UTENA-（ビジュアルワークス/DMM.GAMES）
- ニーア オートマタ（プラチナゲームズ/スクウェア・エニックス）
  - NieR:Automata Ver1.1a
- 二ノ国（レベルファイブ）
- ニンジャボックス（バンダイナムコエンターテインメント）
- ニンジャラ（ガンホー・オンライン・エンターテイメント）
- 抜きゲーみたいな島に住んでる貧乳はどうすりゃいいですか?（Qruppo）
  - ぬきたし THE ANIMATION
- 忍者龍剣伝（テクモ）
- 猫のニャッホ 〜ニャ・ミゼラブル〜（ココネ）
  - 猫のニャッホ
- 野々村病院の人々（シルキーズ）
- ノラと皇女と野良猫ハート（HARUKAZE）

## は行
- バーチャファイター（セガ・エンタープライゼス）
  - バーチャファイター (アニメ)
- バイオハザードシリーズ（カプコン）
  - バイオハザード: インフィニット ダークネス
- はがねオーケストラ（ハンビットユビキタスエンターテインメント）
- 薄桜鬼 〜新選組奇譚〜（オトメイト）
- 幕末Rock（マーベラス）
- ぱすてるメモリーズ（フリュー）
- パズル&ドラゴンズ（ガンホー・オンライン・エンターテイメント）
  - パズドラクロス
  - パズドラ
- 八月のシンデレラナイン（アカツキ/KADOKAWA）
- パックマン（ナムコ）
- バトルガール ハイスクール（コロプラ）
- はぴねす!（ういんどみる）
- パラッパラッパー（ソニー・コンピュータエンタテインメント）
- BALDR FORCE（戯画）
- パワーストーン（カプコン）
- パンツァードラグーン（セガ・エンタープライゼス）
- 遙かなる時空の中で（コーエー）
  - 遙かなる時空の中で-紫陽花ゆめ語り-
  - 遙かなる時空の中で-八葉抄-
  - 劇場版 遙かなる時空の中で 舞一夜
- 遙かなる時空の中で2（コーエー）
  - 遙かなる時空の中で2-白き龍の神子-
- 遙かなる時空の中で3（コーエー）
- ヒーローバンク（セガ）
- Piaキャロットへようこそ!!（F&C）
- ひぐらしのなく頃に（07th Expansion）
  - ひぐらしのなく頃に (アニメ)
- ビューティフル ジョー（カプコン）
- ファーストKiss☆物語（ブロッコリー）
- FARMAGIA（マーベラス）
- ファイアーエムブレム 紋章の謎（任天堂）
  - ファイアーエムブレム 紋章の謎 (OVA)
- ファイトリーグ（ミクシィ）
  - ファイトリーグ ギア・ガジェット・ジェネレーターズ
- Φなる・あぷろーち（プリンセスソフト）
- ファイナルファンタジーシリーズ（スクウェア・エニックス）
  - キングスグレイブ ファイナルファンタジーXV
  - ファイナルファンタジー (OVA)
  - ファイナルファンタジー (映画)
  - ファイナルファンタジーIX
  - FF：U 〜ファイナルファンタジー:アンリミテッド〜
  - ファイナルファンタジーVII アドベントチルドレン
  - ブラザーフッド ファイナルファンタジーXV
  - ラストオーダー ファイナルファンタジーVII
- ファンタシースターオンライン2（セガゲームス）
  - ファンタシースターオンライン2 エピソード・オラクル
  - ファンタシースターオンライン2 ジ アニメーション
- Fate/stay night（TYPE-MOON）
  - Fate/EXTRA Last Encore
  - Fate/Grand Order -絶対魔獣戦線バビロニア- Episode 0 Initium Iter
- FORTUNE ARTERIAL（オーガスト）
- フォトカノ（エンターブレイン/角川ゲームス）
- フォルト!!（Ciel）
- プリズム・アーク 〜プリズム・ハート エピソード2〜（ぱじゃまソフト）
- プリティーシリーズ（タカラトミー → タカラトミーアーツ / シンソフィア）
  - プリティーリズム
    - プリティーリズム・オーロラドリーム
    - プリティーリズム・ディアマイフューチャー
    - プリティーリズム・レインボーライブ

  - プリパラ
    - プリパラ (アニメ)
    - アイドルタイムプリパラ
    - アイドルランドプリパラ

  - キラッとプリ☆チャン
  - ワッチャプリマジ!
  - ひみつのアイプリ
- プリンセスコネクト!Re:Dive（Cygames）
- プリンセスラバー!（Ricotta）
- ブルーアーカイブ -Blue Archive-（ネクソン/Yostar）
  - ブルーアーカイブ The Animation
- ブルードラゴン（ミストウォーカー / マイクロソフト）
  - BLUE DRAGON (アニメ)
  - BLUE DRAGON 天界の七竜
- ブルー リフレクション 幻に舞う少女の剣（コーエーテクモゲームス）
  - BLUE REFLECTION RAY/澪
- BLAZBLUE（アークシステムワークス）
  - BLAZBLUE ALTER MEMORY
- ブレイドアンドソウル（NCSOFT）
- 文豪とアルケミスト（DMM GAMES）
  - 文豪とアルケミスト 〜審判ノ歯車〜
- HALO（マイクロソフト）
  - Halo Legends
- ペルソナシリーズ（アトラス）
  - ペルソナ 〜トリニティ・ソウル〜
  - ペルソナ4
  - PERSONA5 the Animation
- boin（Crossnet-Pie）
  - リゾートBOIN
- 崩壊3rd（miHoYo）
  - 戦乙女の食卓
- 宝魔ハンターライム（サイレンス）
- ポケットモンスター（任天堂）
  - ポケットモンスター (アニメ)
  - ポケットモンスター (劇場版)
- ポトリス（ゲームベンチャー）
  - 無限戦記ポトリス
- 星空へ架かる橋（feng）
- 星と翼のパラドクス（スクウェア・エニックス）
  - アズワン/AS ONE
- 星のカービィシリーズ（任天堂）
  - 星のカービィ (アニメ)
- ほしの島のにゃんこ（コロプラ）
- ぽぽたん（ぷちフェレット）
- ポポロクロイス物語シリーズ（ソニー・インタラクティブエンタテインメント）
  - ポポロクロイス物語 (アニメ)
  - ポポロクロイス (アニメ)
- WHITE ALBUM（Leaf）
- WHITE ALBUM2(Leaf)
- ボンバーマン（ハドソン）
  - Bビーダマン爆外伝
  - Bビーダマン爆外伝V
  - ボンバーマンジェッターズ

## ま行
- Myself ; Yourself（イエティ）
- まいてつ（Lose）
  - レヱル・ロマネスク
- 魔界戦記ディスガイア（日本一ソフトウェア）
- 禍つヴァールハイト（KLab）
  - 禍つヴァールハイト -ZUERST-
- まじかるトワラー・エンジェルラビィ☆傑作選（工画堂スタジオ）
- 真剣で私に恋しなさい（みなとそふと）
- ましろ色シンフォニー -The color of lovers-（ぱれっと）
- マジンボーン（バンダイナムコエンターテインメント）
- 魔法使いの約束（coly）
- 魔法使いの夜（TYPE-MOON）
- Master of Epic -The ResonanceAge Universe-（ハドソン）
- みずいろ（ねこねこソフト）
- ミックスマスター（SeedC）
- ミリオンアーサーシリーズ（スクウェア・エニックス）
  - 叛逆性ミリオンアーサー
- メイプルストーリー（ネクソンジャパン）
- メガトン級ムサシ（レベルファイブ）
- メダロットシリーズ(ナツメ／イマジニア)
  - メダロット (アニメ)
  - メダロット魂
- Memories Offシリーズ（KID）
  - Memories Off
  - Memories Off 2nd
  - Memories Off 3.5 想い出の彼方へ
  - Memories Off 3.5 祈りの届く刻…
  - Memories Off #5 とぎれたフィルム
- メルクストーリア - 癒術士と鈴のしらべ -（Happy Elements）
  - メルクストーリア -無気力少年と瓶の中の少女-
- もえがく（アスク）
  - もえがく★5
- モエかん (ケロQ)
- 桃太郎伝説（ハドソン）
  - 桃太郎伝説 (アニメ) - PEACH COMMAND 桃太郎伝説
- モンスターストライク（ミクシィ）
  - モンストアニメ
  - モンスターストライク THE MOVIE はじまりの場所へ
  - モンスターストライク THE MOVIE ソラノカナタ
- モンスターハンターシリーズ（カプコン）
  - モンスターハンター ストーリーズ RIDE ON
  - モンハン日記 ぎりぎりアイルー村
- モンスターファーム、モンスターファーム2（テクモ）
  - モンスターファーム (アニメ)
- モンスター烈伝 オレカバトル（コナミデジタルエンタテインメント）
  - ドラゴンコレクション×オレカバトル

## や行
- ヤミと帽子と本の旅人（ROOT）
- 夢王国と眠れる100人の王子様（ジークレスト）
- ゆめりあ（ナムコ）
- 夜明け前より瑠璃色な（オーガスト）
- 妖怪ウォッチ（レベルファイブ）
  - 妖怪ウォッチ (アニメ)
  - 妖怪ウォッチ シャドウサイド
  - 妖怪ウォッチ!
  - 妖怪学園Y 〜Nとの遭遇〜
  - 妖怪ウォッチ♪
- ヨスガノソラ（Sphere）
- 428 〜封鎖された渋谷で〜（スパイク・チュンソフト）
  - CANAAN

## ら行
- らいむいろ戦奇譚（エルフ）
  - らいむいろ流奇譚X（エルフ）
- ラグナストライクエンジェルズ（DMM GAMES）
- ラグナロクオンライン（Gravity／ガンホー・オンライン・エンターテイメント）
  - RAGNAROK THE ANIMATION
- ラストピリオド -終わりなき螺旋の物語-（Happy Elements）
- ラムネ（ねこねこソフト）
- League of Legends（ライアットゲームズ）
  - アーケイン
- Lingeries（ミンク）
- リトルバスターズ!（Key）
- 龍虎の拳（SNK）
  - バトルスピリッツ 龍虎の拳
- 猟奇の檻 第2章（日本プランテック）
- Rewrite（Key）
- ルナたん 〜巨人ルナと地底探検〜（ピグミースタジオ / NTTぷらら）
  - ルナたん 〜1万年のひみつ〜
- レイトン教授シリーズ（レベルファイブ）
  - レイトン教授と永遠の歌姫
  - レイトン ミステリー探偵社 〜カトリーのナゾトキファイル〜
- 恋愛幕末カレシ〜時の彼方で花咲く恋〜（フリュー）
  - BAKUMATSU - BAKUMATSUクライシス
- ロード オブ ヴァーミリオンシリーズ（スクウェア・エニックス）
  - ロード オブ ヴァーミリオン 紅蓮の王
- ロックマンシリーズ（カプコン）
  - ロックマン 星に願いを
  - ロックマンエグゼ (アニメ)
  - 流星のロックマン (アニメ)
- ロマンスは剣の輝きII（フェアリーテール）

## わ行
- ワーズ・ワース（エルフ）
- ワールド・デストラクション（イメージエポック / セガ）
- ワイルドアームズ（ソニー・コンピュータエンタテインメント）
  - ワイルドアームズ トワイライトヴェノム
- ワガママハイスペック（まどそふと）
- ワクフ（Ankama Games）
- 咲う アルスノトリア（ニトロプラス・NextNinja / グッドスマイルカンパニー）
- ワルキューレロマンツェ 少女騎士物語（Ricotta）
- ONE 〜輝く季節へ〜（Tactics）